# Simulium allaeri
Simulium allaeri es una especie de insecto del género Simulium, familia Simuliidae, orden Diptera.
Fue descrita científicamente por Wanson en 1947.